# Ormanno degli Albizi
Ormanno di Rinaldo degli Albizzi (Firenze, 7 marzo 1398 – dopo il 1457) è stato un politico e militare italiano del quattrocento, figlio primogenito di Rinaldo degli Albizzi e di Alessandra de'  Ricco.

## Biografia
Fu inviato nel 1433 da Firenze come ambasciatore a Venezia. Nel 1434 fu al fianco del padre Rinaldo per opporsi al ritorno dell'esiliato Cosimo de' Medici. Dopo il ripristino della signoria medicea, Rinaldo degli Albizi venne esiliato e Ormanno due anni dopo fu dichiarato ribelle, conoscendo l'esilio a Trapani. Nello stesso anno fu a Milano alla corte di Filippo Maria Visconti per aizzarlo contro i fiorentini e militò sotto le insegne viscontee sino alla battaglia di Anghiari, persa dai milanesi. Trascorse alcuni anni presso la corte dei Gonzaga di Mantova prima di trasferirsi a Gaeta presso il re Alfonso d'Aragona. Costui mandò ambasciatori a Firenze nel 1455 e nel 1457 con l'intento di riappacificare l'Albizi, ma Cosimo de' Medici fu irremovibile nel confermarne l'esilio. Dal 1457 non si ebbero più sue notizie.

## Discendenza
Ormanno sposò nel 1420 Leonarda Frescobaldi ed ebbe da lei sei figli, cinque maschi e una femmina:
- Bartolomeo (? - c.1461);
- Piero (1423 - ?);
- Francesco (1426 - ?), monaco;
- Maria (1428 - c.1470), monaca, calligrafa e miniatrice. È stata la prima donna nota a realizzare il proprio autoritratto;
- Tobia;
- Rinaldo.

## Nei media
Ormanno degli Albizzi, interpretato da Eugenio Franceschini, è un antagonista della prima stagione della serie televisiva I Medici, in cui viene ucciso insieme al padre Rinaldo poco dopo l'esilio da Firenze.